# Albert Mariën (burgemeester)
Albert Eduard Virginie Mariën (Boechout, 1 september 1936) is een Belgisch politicus.

## Biografie
Hij doorliep zijn secundaire school aan het Sint-Gabriëlcollege te Boechout.
Bij de lokale verkiezingen van 1982 werd hij politiek actief voor de PVV te Boechout. Voor deze partij werd hij verkozen en onmiddellijk gemandateerd als schepen van Financiën. Hierop aansluitend zetelde hij zes jaar als gemeenteraadslid om na de lokale verkiezingen van 1994 aangesteld te worden als burgemeester. In 2002 werd hij daarnaast verkozen als provincieraadslid, daar hij beide mandaten wenste te cumuleren werd hij begin 2002 door de VLD-top aan de deur gezet.
Na een jaar zijn burgemeestersmandaat uit te oefenen als onafhankelijke, sloot hij in januari 2003 aan bij het Liberaal Appel (LA) van Ward Beysen. In september 2005 keerde hij, op verzoek van Bart Somers, terug naar de VLD-stal. In januari 2007 haalde hij opnieuw de media. Hij weigerde, als aftredend burgemeester, de stemming over de schepenen van het nieuw schepencollege. Zijn argument hierbij was dat CD&V door twee voordrachtsakten te ondertekenen gezondigd had tegen het gemeentedecreet. De facto werd de gemeente door de weigering van Mariën bestuurloos.
In mei 2012 verliet Mariën wederom de Open Vld en richtte hij de nieuwe partij Gemeentebelangen Boechout op. De lijst groepeerde alle (op Fred Entbrouxk en Stephan Vanrooy na) toenmalige raadsleden van de Boechoutse oppositie, waaronder ook de gemeenteraadsleden van het Vlaams Belang. Hierdoor verbrak hij het cordon sanitaire rond laatstgenoemde partij. Hij werd verkozen met 154 voorkeurstemmen. In 2017 besloot hij niet deel te nemen aan de gemeenteraadsverkiezingen van 2018 en een punt te zetten achter zijn politieke carrière.
In 2008 werd hij benoemd tot ridder in de Orde van Leopold II.